# 统计语言学
统计语言学是数理语言学的一个分支，是运用统计学的方法研究各种语言现象的学科。

## 歷史
18世纪时，开始用统计学来解释语言的消失与保存。1880年代，青年语法学派中的一些学者也使用过统计方法来研究语言。自发明电子计算机以后，统计语言学得到了迅速发展。

## 研究方向
统计语言学主要研究：
- 语言单位的出现频率
- 作家的用词频率、词长分布和句长分布，以确定作家的写作风格
- 计算语言存在的绝对年代以及亲属语言从共同原始语分化出来的年代